# Banon
Banon (okcitansko/provansalsko Banon/Banoun) je naselje in občina v jugovzhodnem francoskem departmaju Alpes-de-Haute-Provence regije Provansa-Alpe-Azurna obala. Ima okoli 1.000 prebivalcev.

## Geografija
Kraj leži v pokrajini Visoki Provansi 80 km zahodno od središča departmaja Digne-les-Bainsa.

## Administracija
Banon je sedež istoimenskega kantona, v katerega so poleg njegove vključene še občine
L'Hospitalet, Montsalier, Redortiers, Revest-des-Brousses, Revest-du-Bion, La Rochegiron, Saumane in Simiane-la-Rotonde z 2.933 prebivalci.
Kanton je sestavni del okrožja Forcalquier.

## Zgodovina
Ime naselja se prvikrat omenja v 11. stoletju kot castrum Banonni. Danes je mesto poznano kot središče izdelave istoimenskega kozjega sira.